# Respekt (časopis)
Respekt je český týdeník komentující aktuální dění v domácí i zahraniční politice, ekonomice a společnosti. Vychází od roku 1989 a publikuje investigativní žurnalistiku. Vydává jej Respekt Media a.s.[nenalezeno v uvedeném zdroji] Respekt je v českém mediálním prostoru poměrně prestižním časopisem a bývá často citován jinými médii.

## Zaměření obsahu
Vlastní redakcí je označován jako „liberální, kritické médium, které věří ve svobodu lidského ducha a nutnost pochybovat při jejím každodenním naplňování“. Také např. Ondřej Ditrych a Emil Souleimanov charakterizovali Respekt jako prohavlovský liberální časopis. Vratislav Dostál či Jan Čulík jej označili za pravicově orientovaný.
Šéfredaktor Erik Tabery jej v rozhovoru pro Mediaguru v roce 2013 charakterizoval slovy nezávislý, kritický a svůj. Zástupce šéfredaktora Petr Třešňák v rozhovoru pro studentskou kvalifikační práci Adély Pavlunové v roce 2013 uvedl: „Snažíme se dělat časopis, který popisuje svět v jeho pestrosti. Snaží se nemít předsudky. Respekt je zaměřen svobodomyslně, prodemokraticky, protitotalitně a antikomunisticky.“ Cílovou skupinu pak definoval takto: „Čtenářské jádro jsou lidé v produktivním věku, elity a vzdělaní lidé. Respekt čtou lidé, kteří mají kritické myšlení a chtějí jej s pomocí časopisu kultivovat.“
Luboš Rezler z agentury zabývající se výzkumem trhu MillwardBrown popsal v roce 2010 Respekt jako titul, jehož hlavní charakteristikou je serióznost a kvalita. Jeho čtenáři si nejvíce cení důvěryhodnosti a důslednosti zpracování článků. Ostatní skupiny čtenářů jej podle agentury považují za názorově vyhraněný.
V časopiseckém formátu Respekt přináší původní zpravodajství a publicistiku, věnuje se investigativní žurnalistice a publikuje též články z oblasti ekonomie, vědy a kultury.
Stál u odhalení řady afér, například sehrál významnou úlohu v aféře kolem financí bývalého premiéra Stanislava Grosse.[zdroj?] Informace byly tak zásadní, že premiér musel odstoupit. Podobně zásadní byla odhalení za vlády Mirka Topolánka, která se týkala tzv. justiční mafie. Významný prostor ale týdeník věnuje i tématům z oblasti kultury, vědy, technologií či historie. Velký prostor dostávají zahraniční témata a vlastní reportáže. V roce 2010 to byly například reportáže z Jemenu, Číny, Rwandy, Ukrajiny, Spojených států či Iráku. Spolu s webovým portálem Bellingcat založeným britským občanským žurnalistou Eliotem Higginsem odhalili identitu třetího útočníka na bývalého dvojitého agenta Sergeje Skripala.

## Redakce a spolupracovníci
Šéfredaktorem časopisu je od roku 2009 Erik Tabery, zástupci šéfredaktora pak jsou Marek Švehla a Ondřej Kundra. Členy redakce jsou např.:
- Erik Tabery – šéfredaktor časopisu (od roku 2009), specializuje se na politické komentáře nebo eseje
- Marek Švehla – zástupce šéfredaktora (v minulosti také šéfredaktor) a vedoucí rubriky komentářů, věnuje se české politice a všeobecným tématům
- Ondřej Kundra – zástupce šéfredaktora, věnuje se české politice se zaměřením na korupci a investigativní žurnalistiku
- Ivan Lamper – editor a spoluzakladatel časopisu (v minulosti také šéfredaktor)
- Petr Třešňák – redaktor, věnuje se především psychologickým, zdravotním a obecně společenským tématům
- Jaroslav Spurný – redaktor a komentátor, spoluzakladatel časopisu, věnuje se investigativní žurnalistice a bezpečnostním tématům
- Silvie Lauder – vedoucí rubriky Fokus, redaktorka a komentátorka se zaměřením na českou politiku, píše také o obecných tématech a reportáže
- Tomáš Brolík – vedoucí webu Respekt.cz, redaktor a komentátor se zaměřením na obecná témata, ekonomiku, životní prostředí či českou a zahraniční politiku (především střední a východní Evropy)
- Ivana Svobodová – redaktorka a politická reportérka se zaměřením na českou politiku
- Jiří Sobota – redaktor a komentátor se zaměřením na zahraniční politiku (především USA, Spojeného království a Latinské Ameriky) a obecně globální a civilizační problémy
- Tomáš Lindner – redaktor a komentátor se zaměřením na zahraniční politiku (především Německa a subsaharské Afriky), specializuje se na reportáže
- Petr Horký – redaktor se zaměřením na obecná témata
- Jiří Nádoba – redaktor se zaměřením na obecná témata
- Jan H. Vitvar – vedoucí kulturní rubriky, redaktor a komentátor věnující se kulturním tématům, umělecký kritik se zaměřením na vizuální umění a literaturu
- Martin Uhlíř – vedoucí rubriky Civilizace, redaktor a komentátor věnující se vědeckým a technologickým tématům
- Pavel Turek – redaktor v kulturní rubrice a umělecký kritik se zaměřením na hudbu
- Jindřiška Bláhová – redaktorka kulturní rubriky a umělecká kritička se zaměřením na filmy a seriály
- Karolína Vránková – redaktorka kulturní rubriky se zaměřením na architekturu, gastronomii, módu i zahrádkářství
- Barbora Chaloupková – redaktorka se zaměřením na obecná témata, na českou i zahraniční politiku
- Kateřina Mázdrová – vedoucí redakce vydání, vedoucí rubriky rozhovorů, příležitostně redaktorka[15]

## Historie týdeníku
List byl založen 18. listopadu 1989 v bytě mluvčího Charty 77 Alexandra Vondry skupinou samizdatových novinářů. Vznikl spojením samizdatových časopisů Sport a Revolver Revue. Nejdříve se jmenoval Informační servis. Poprvé vyšel v úterý 21. listopadu.[zdroj?] Informační servis vycházel podle potřeby, takže někdy i několikrát za den. První dny pracovala redakce Informačního servisu v Galerii u Řečických, během prosince 1989 se přestěhovala do Bolzanovy ulice číslo 7 v Praze 1. Během roku 1990 se Informační servis změnil v Respekt, jehož první číslo vyšlo 14. března 1990. V roce 1991 se v časopise poprvé objevily kresby Pavla Reisenauera, který pak až do své smrti časopis ilustroval. Na podnět dramaturgyně a režisérky Československé televize Ljuby Václavové vznikl Klub Respektu a v listopadu 1991 uvedla televize první díl pořadu Respektování, který se na obrazovkách s přestávkami objevoval až do roku 1997. Květen 1995 byl ve znamení stěhování redakce do Sokolské ulice číslo 66, Praha 2. V únoru 1996 založil Respekt své internetové stránky. V květnu 1998 se redakce přestěhovala do Křemencovy ulice číslo 10, Praha 1. Od roku 2020 redakce sídlí na adrese Pernerova 47, 186 00 Karlín.
Od založení Respektu prošlo jeho redakcí několik známých novinářů. V redakci působili například spisovatel Jáchym Topol, spisovatelka Magdaléna Platzová, bývalý náměstek ministra vnitra Martin Fendrych nebo filmová kritička Tereza Brdečková. Od dubna 2012 do ledna 2016 působil v kulturní rubrice časopisu filmový publicista Kamil Fila, kterého po jeho odchodu nahradila Jindřiška Bláhová. Od roku 2007 týdeník Respekt spolupracuje s prestižním britským časopisem The Economist a publikuje v každém čísle dva jeho aktuální texty.
V květnu 2014 uvedl šéfredaktor počet 15 500 předplatitelů. V březnu 2015 vzrostl počet na více než 16 000 předplatitelů. V roce 2018 měl týdeník více než 19 000 předplatitelů.

### Šéfredaktoři
| Jan Ruml             | 1990          |
| Ivan Lamper          | 1990–1994     |
| Vladimír Mlynář      | 1994–1997     |
| Martin Fendrych      | 1998          |
| Petr Holub           | 1998–2002     |
| Tomáš Němeček        | 2003–2005     |
| Marek Švehla         | 2005–2006     |
| Martin Milan Šimečka | 2006–2009     |
| Erik Tabery          | od ledna 2009 |

### Vlastnictví
Od roku 1994 byla majoritním vlastníkem společnost MAFRA (vlastník MF Dnes), v roce 1996 její podíl odkoupil Karel Schwarzenberg a stal se majitelem 99,9 %. Pro dlouhodobou ztrátovost časopisu však Schwarzenberg hledal dalšího akcionáře. V červnu 2006 byl oznámen vstup nového vlastníka Zdeňka Bakaly. Ten dosadil za ředitele Miloše Čermáka, což vedlo v září k podání výpovědi celé redakce. Koncem září Marek Švehla, šéfredaktor Respektu, oznámil, že podle dohody zástupců vydavatele, investora a redakce bude novým šéfredaktorem Martin M. Šimečka, končící šéfredaktor slovenského deníku SME. Šimečka se stal šéfredaktorem v listopadu 2006.
V červnu 2007 podnikatel Zdeněk Bakala získal ve společnosti R-Presse, s.r.o. vydávající Respekt většinový podíl ve výši 55,5 %. Podíl 44,5 % patřil Karlu Schwarzenbergovi. Ke změně došlo více než dvojnásobným navýšením základního jmění. V září 2012 Bakalova vydavatelská společnost Economia, a.s. vykoupila zbývající podíl Karla Schwarzenberga a dalších minoritních vlastníků Respekt Publishing, a. s. (nástupnické vydavatelské společnosti R-Presse). Schwarzenberg tak přestal být akcionářem společnosti a zbylý podíl 0,005 % zůstal v držení společnosti RPK, a.s. sdružující zejména redaktory týdeníku. Ke dni 1. července 2014 dokončila společnost Economia, a.s. fúzi se společností Respekt Publishing, a. s., čímž Respekt Publishing jako vydavatelská společnost Respektu zanikla.
Od 1. listopadu 2023 se Respekt od Economie osamostatnil. K tomuto datu jej vydávala akciová společnost Respekt Media a.s.,[nenalezeno v uvedeném zdroji] v níž měli čtvrtinové podíly slovenský Denník N, nadace Independent Press spoluvlastnící český Deník N, dále společnost Aegis Holding novináře Lászlóa Szigetiho a samotná redakce Respektu.

### Reakce redakce na kauzu OKD
S přicházejícími zprávami problematizujícími hospodaření Zdeňka Bakaly v OKD zaujala redakce časopisu stanovisko, že o Bakalovi kvůli střetu zájmů psát vůbec nebude. Šéfredaktor Erik Tabery v září 2013 v editorialu zdůvodnil, že čtenáři každý text o majiteli vnímají s podezřením a nedůvěrou, a ani redakce by při nejlepší vůli neměla jistotu, že její psaní podvědomě neovlivňuje vztah k vlastníkovi. Doplnil, že Respekt je názorový týdeník, nikoli deník, který by musel psát o všem, co se děje. Od roku 2006, kdy se Bakala stal vlastníkem, podle Taberyho ani jednou časopis nepsal v jeho prospěch. O rok později, v srpnu 2014, šéfredaktor toto rozhodnutí označil za neudržitelné, jednak protože se Bakalovy aktivity staly významnou politickou agendou, jednak protože došlo k vlastnickým proměnám na mediální scéně. V dubnu 2015 Tabery v eseji nazvaném Média v éře Andreje Babiše k dřívějšímu rozhodnutí nepsat o majiteli vysvětlil, že v minulosti se od nákupu vydavatelství očekávalo, že média budou psát ve prospěch vlastníka. Proto rozhodnutí nepsat o něm pochvalně ani kriticky mělo rozptýlit tyto obavy. Nově však s nákupem vydavatelství MAFRA koncernem Agrofert Andreje Babiše přišlo očekávání, že vstup do médií má vést k jejich umlčení. Proto, ačkoli je přístup nepsat o majitelích v některých zahraničních médiích běžný, v českých poměrech a v daném čase by byl podle Taberyho nevhodný.

### Náklad
V průběhu počátečních dvou desetiletí 21. století bylo možno pozorovat stálý nárůst v počtu prodaných výtisků Respektu. Zatímco v listopadu 2003 to bylo 17 000 prodaných výtisků, v roce 2008 již 26 300, o rok později 27 800, v roce 2010 28 500, koncem roku 2012 náklad představoval 31 000 prodaných výtisků, v září 2016 se jich prodalo necelých 35 000. V prvním a druhém čtvrtletí roku 2020, tedy v období poznamenaném koronavirovou pandemií, byl průměrný prodaný náklad rovněž kolem 35 000 výtisků.

### Podoba před zářím 2007
Původně vycházel týdeník v novinovém formátu v černobílém provedení, později s barevnou titulní stranou. Byl rozdělen do dvou sešitů. První obsahoval komentáře, zpravodajství z České republiky a ze zahraničí, publicistickou část a ekonomické články. Druhý sešit zahrnoval velký třístránkový článek (Téma), rozhovor, rubriku Civilizace, názorovou část a články z kultury. Na poslední stránce byly zhuštěnou formou z mírného nadhledu shrnuty události uplynulého týdne. List provázely charakteristické ilustrace od Pavla Reisenauera.

### Změna podoby v září 2007
V září 2007 prošel týdeník významnou grafickou proměnou, kdy z novinového formátu přešel na plnobarevný magazínový formát o 64 stranách. Obrázky dvorního ilustrátora Respektu Pavla Reisenauera zůstaly zachovány a i nadále pomáhají tvořit charakteristickou tvář časopisu. Podíl reklamy byl mírně navýšen.
Úpravou vzhledu a zvýšením nákladu si Respekt kladl za cíl zvýšit počet čtenářů, k čemuž také došlo. V roce 2008 pak časopis získal titul „Skokan roku 2007“.

### Změna podoby v roce 2009
V průběhu let 2009 a 2010 prošel týdeník další výraznou proměnou. Jako jeden z prvních titulů zrušil členění rubrik na domácí a zahraniční a propojil je do rubrik Politika a Společnost. Zavedl také dva druhy pravidelných profilů. Jeden je O kom se mluví, kde se věnuje aktuálním politickým a společenským osobnostem. Dále je to profil Tvář, který se věnuje kulturním osobnostem. V kulturní rubrice také vznikl Kulturní servis, který upozorňuje na nadcházející události, které stojí za to vidět či slyšet. Vedle nepolitických rubrik jako je Civilizace (věnuje se vědě, historii), Trendy (zabývá se vším, co je nové a zajímavé), přibyla i rubrika Technologie.
Od roku 2010 vychází vždy v červenci a v prosinci Literární příloha, kde jsou přibližně na třiceti stranách publikovány povídky významných spisovatelů, eseje či rozhovory.

### Změna podoby v roce 2015
V průběhu října 2015 došlo k dalším změnám časopisu, a to jak v grafice, tak skladbě. Hlavní téma čísla bylo přesunuto na jeho začátek, některé rubriky byly zrušeny, jiné nové přibyly. Změnil se i hlavní písmový font. První takto inovované číslo (42/2015) vyšlo 12. října. Již v červenci 2015 tomu předcházel redesign webových stránek včetně změny redakčního systému a nového moderování komentářů k článkům. Došlo i k přesunu z domény respekt.ihned.cz na samostatnou respekt.cz.

## Elektronická verze
Od května roku 2006 byl součástí internetového vydání časopisu redakční blog. Ten v září téhož roku nahradily blogy čtenářské. Snahou redakce je vytvořit blogy zaměřené na společenskou debatu. Registrace nového bloggera proto není automatická, ale podléhá schválení správcem. Blogger musí publikovat výhradně pod vlastním jménem a uveřejnit vlastní fotografii. Mezi blogery na Respekt.cz je i několik respektovaných publicistů a spisovatelů, např. Marek Švehla, Pavel Klusák, Miroslav Šuta, Ivan Dérer, Kateřina Mahdalová, Olga Černá, Lenka Rubenstein, Lucie Kellnerová-Kalvachová, Martin Fafejta, Michal Matoušek a další.
Od 9. května 2011 vychází Respekt i ve speciální elektronické verzi pro tablet iPad. Oproti papírovému časopisu obsahuje videa, více fotogalerií a specifické formátování.

## Ocenění
Několik ocenění získal Respekt v každoroční soutěži Časopis roku, vyhlašované Unií vydavatelů: V prvním ročníku za rok 2004 druhé místo v kategorii „Společenské a zpravodajské tituly“ a první místo v kategorii „Nejlepší obálka roku 2004“. První místo v kategorii „Ekonomický a/nebo zpravodajský týdeník“ Respekt získal v letech 2005, 2006 a 2007. Za rok 2007 navíc získal titul „Skokan roku“. O rok později soutěž změnila kategorie a Respekt získal ocenění v kategorii „Časopisy s prodaným nákladem od 25 000 do 50 000 ks“ a „Hvězda roku 2008“. V následujících dvou letech vyhrál kategorii „Obálka roku“ a v roce 2011 k ní přidal ještě ocenění v dalších dvou kategoriích: „Časopisy s prodaným nákladem od 25 000 do 50 000 ks“ a „Digitální počin roku 2011“ za Respekt pro iPad a Kindle. Za roky 2012 ani 2013 týdeník žádnou z nominací neproměnil.
Roku 2007 ocenilo velvyslanectví USA týdeník Respekt lidskoprávní cenou Alice Garrigue Masarykové.
Řadu ocenění získali i jednotliví členové redakce:
- Někdejší šéfredaktor Respektu Ivan Lamper získal od amerického časopisu World Press Review mezinárodní cenu Redaktor roku 1991 (International Editor of the Year).[49]
- Šéfredaktor Respektu Erik Tabery obdržel Cenu Ferdinanda Peroutky,[50] Novinářskou cenu Nadace OSF za rok 2011 v kategorii psané žurnalistiky „Nejlepší komentář“,[51] Novinářskou křepelku pro žurnalisty do 33 let za rok 2002[52] či Cenu Toma Stopparda za knihu Vládneme, nerušit.[53]
- Marek Švehla získal 1. cenu Citibank „Excellence in Journalism Award“ za nejlepší ekonomický článek roku 1998.[zdroj?]
- Jaroslav Spurný obdržel novinářskou cenu Karla Havlíčka Borovského za rok 2003 za mimořádnou úroveň investigativní žurnalistiky.
- Fotograf Milan Jaroš získal v roce 2010 na Czech Press Photo třetí cenu za fotografie z povodní na Liberecku a čestné uznání za sérii snímků Terapie beze slov (uspěl i v roce 2009) atd.[zdroj?]
- Redaktor Tomáš Lindner obdržel Novinářskou cenu 2010 v kategorii psané žurnalistiky „Nejlepší reportáž“ za článek o Rwandě Jak se staví tygr.[54]
- Redaktorka Kateřina Šafaříková získala Novinářskou cenu 2010 v kategorii „Nejlepší rozhovor, beseda, diskuze“ za rozhovor Sto ran bičem by byl úspěch.[54]
- Hana Čápová a její článek České peklo získal čestné uznání v soutěži Novinářská cena 2010.[54]
- Redaktorka Silvie Lauder dostala Novinářskou cenu 2013 v kategorii psané žurnalistiky „Nejlepší reportáž“ za článek o neznámých příbězích romského holocaustu.[55]
- Redaktor Petr Třešňák získal Novinářskou cenu 2013 v kategorii psané žurnalistiky „Nejlepší analyticko-investigativní příspěvek“ za článek Tajemné zločiny ve Valdicích.[55]
- Kamil Fila získal v roce 2013 cenu Novinářská křepelka.[17]